# تحويلة (طب)
في الطب، تحويلة (بالإنجليزية: Shunt)‏ هي فجوة أو ممر صغير يُحرِّك أو يسمح بحركة السوائل من أحد أجزاء الجسم إلى جزء آخر. وهذا المصطلح قد يصف إما تحويلة خَلقية (بالولادة) أو تحويلة مُكتسبة. والتحويلة المكتسبة (التي يشار إليها أحيانا بتحويلة علاجية المنشأ) قد تكون إما بيولوجية أو ميكانيكية.

## أنواع التحويلات

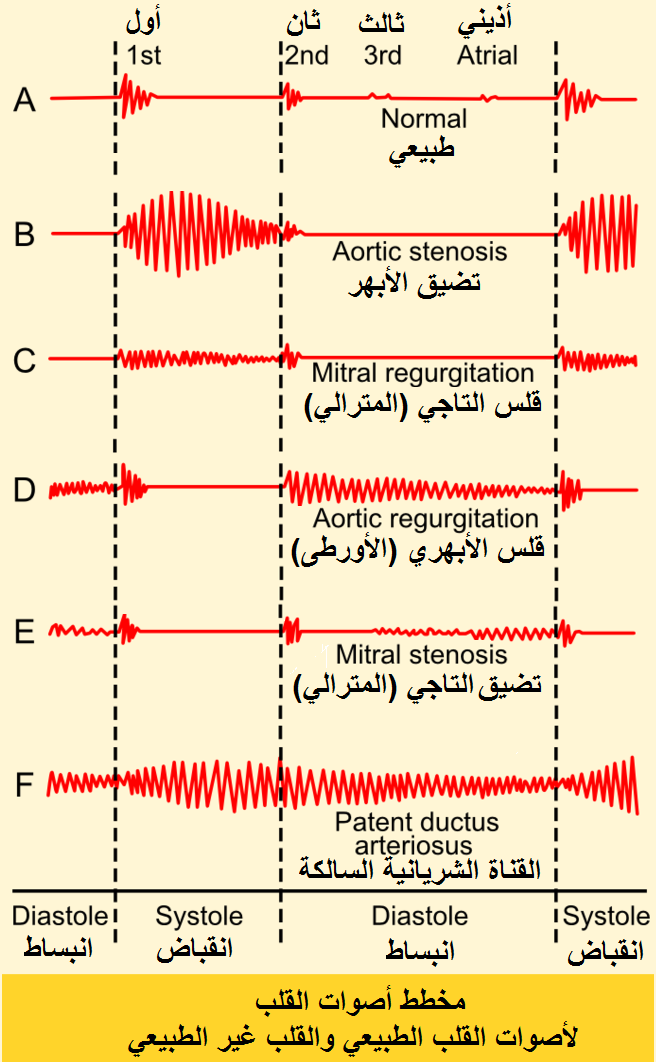
تسمّع لأصوات قلب طبيعية وغير طبيعية

- التَحْويلَةُ القَلْبِيَّةُ (بالإنجليزية: Cardiac shunt)‏: توصف بأنها تكون من اليمين إلى اليسار، أو من اليسار إلى اليمين، أو ثنائية الإتجاه، أو نظامية إلى رئوية، أو رئوية إلى نظامية.
- التَحْويلَةُ الدِّمًاغِيَّةُ (بالإنجليزية: Cerebral shunt)‏: في حالات استسقاء الدماغ وغيرها من الحالات التي تسبب زيادة الضغط المزمن داخل الجمجمة ، يُستخدم صمام باتجاه واحد لتصريف السائل النخاعي الزائد من الدماغ وتصريفه إلى أجزاء أخرى من الجسم. ويتم تثبيت هذا الصمام عادة خارج الجمجمة، ولكن تحت الجلد في مكان ما خلف الأذن.
- التَحْويلَةُ القَطَنِيَّةُ-البرِيتُونِيَّةُ (بالإنجليزية: Lumbar-peritoneal shunt)‏: في حالات زيادة الضغط داخل القحف (الجمجمة) مثل ارتفاع ضغط الدم داخل القحف مجهول السبب (بدون سبب معروف) أو استسقاء الدماغ ، يتم استخدام أنبوب أو تحويلة، بصمام باتجاه واحد أو بدون صمام، لتصريف السائل الدماغي الشوكي من الدماغ (المخ) ونقله إلى التجويف البريتوني الذي هو تجويف يقع في منطقة البطن . وعادة ما يتم إدراج هذا الأنبوب بين فقرتين من الفقرات القَطَنية أسفل الظهر، ثاقباً لكيس السائل النخاعي أو للمنطقة تحت العنكبوتية القَطَنية أسفل الظهر، ثم يمَدّ الأنبوب تحت الجلد إلى التجويف البريتوني، حيث يتم تصريف السائل الدماغي الشوكي من الدماغ في نهاية المطاف مع نظام صرف السائل الجسدي الطبيعي.[1]
- التَحْويلَةُ الصفاقية (بالإنجليزية:  Peritoneovenous shunt)‏: (وتسمى أيضا تحويلة دنفر)[2] هي تحويلة تستنزف السائل البريتوني من الصفاق وتحوله إلى الأوردة، التي عادة ما تكون الوريد الوداجي الداخلى أو الوريد الأجوف العلوي. تستخدم تلك التحويلة أحيانا في المرضى الذين يعانون من حالات استسقاء بطني مستعصية. والتحويلة عبارة عن أنبوب طويل مع صمام عدم الرجوع يتم امراره تحت الجلد من الصفاق إلى الوريد الوداجي الداخلي في الرقبة، والذي يسمح لسائل الإستسقاء بالمرور مباشرة إلى جهاز الدوران.

المضاعفات المحتملة
1. نزيف من الدوالي الوريدية
2. انتشار التخثر داخل الأوعية الدموية
3. العدوى / التلوث
4. تخثرالدم في الوريد الأجوف العلوي
5. وذمة رئوية

- التَحْويلَةُ الرئوية (بالإنجليزية: Pulmonary shunt)‏: هي أن يكون هناك تروية دموية طبيعية في الحويصلات الهوائية ، ولكن التهوية تفشل في تزويد تلك المنطقة بالهواء، كأن تكون الحويصلات الهوائية غالباً مملوئة بسائل.
- تحويل بابي مجموعي (بالإنجليزية: portosystemic shunt)‏: و تُعرف أيضا بتحويلة الكبد. هي تحويلة عن طريق الدورة الدموية في الجسم لتجاوزالكبد (بالإنجليزية: bypass)‏. ويمكن أن تكون إما خَلقيا بالولادة أو مُكتسبة. تحويلة الكبد الخلقية هي حالة غير شائعة في الكلاب والقطط، موجودة أساسا في سلالات الكلاب الصغيرة مثل كلاب ترير يوركشاير (أنظر كلب الترير)، وكلاب الشنوزر المصغر (مدرج أيضا تحت كلب الترير) ، وفي القطط مثل القط الفارسي ، قط الهيمالايا ، والسلالات المختلطة . تحويلة الكبد المكتسبة هي أيضاً حالة غير شائعة وتوجد في الكلاب الكبيرة في السن المريضة بالكبد المسبب لإرتفاع ضغط الدم البابي ، وخاصة تشمع الكبد (تليف خلايا الكبد).
- تَحْويلَةُ بابية أجوفية (بالإنجليزية: portacaval shunt)‏: هي تحويلة تتم في داخل الكبد لعلاج ارتفاع ضغط الدم، وذلك بتوصيل الوريد البابي (الذي يحمل 75% من الدم إلى الكبد) بالوريد الأجوف السفلي لتصريف جزء من كمية الدم الداخل للكبد وبالتالي خفض ضغط الدم فيه.
- التَحْويل المثاني السلوي (بالإنجليزية: Vesicoamniotic shunting procedure - VASP)‏: إذا تم اكتشاف مرض انسداد مجرى البول في الجنين قبل الولادة، غالباً لا يحتاج علاج وتزول المشكلة بعد الولادة بدون تدخل، ولكن في بعض الحالات الخاصة (غياب السائل السلوي حول الجنين، توقف نمو الرئتين، تلف الكلى) يمكن إدخال تحويلة في المثانة لتساعد الجنين على خروج البول إلى الكيس السلوي (الأمينوسي).[3][4]